# Румкорф, Генрих Даниэль
Генрих Даниэль Румкорф (нем. Heinrich Daniel Rühmkorff; Ганновер, 15 января 1803 — Париж, 20 декабря 1877) — немецкий изобретатель, механик, создатель катушки Румкорфа — устройства для получения импульсов высокого напряжения.

## Биография
Генрих Даниэль Румкорф родился в Ганновере 15 января 1803 года.
В 1825 году поступил работником в мастерскую К. Шевалье в Париже, а в 1840 году основал собственную механическую мастерскую и магазин, которые заслужили добрую репутацию за высокое качество его электрических приборов.

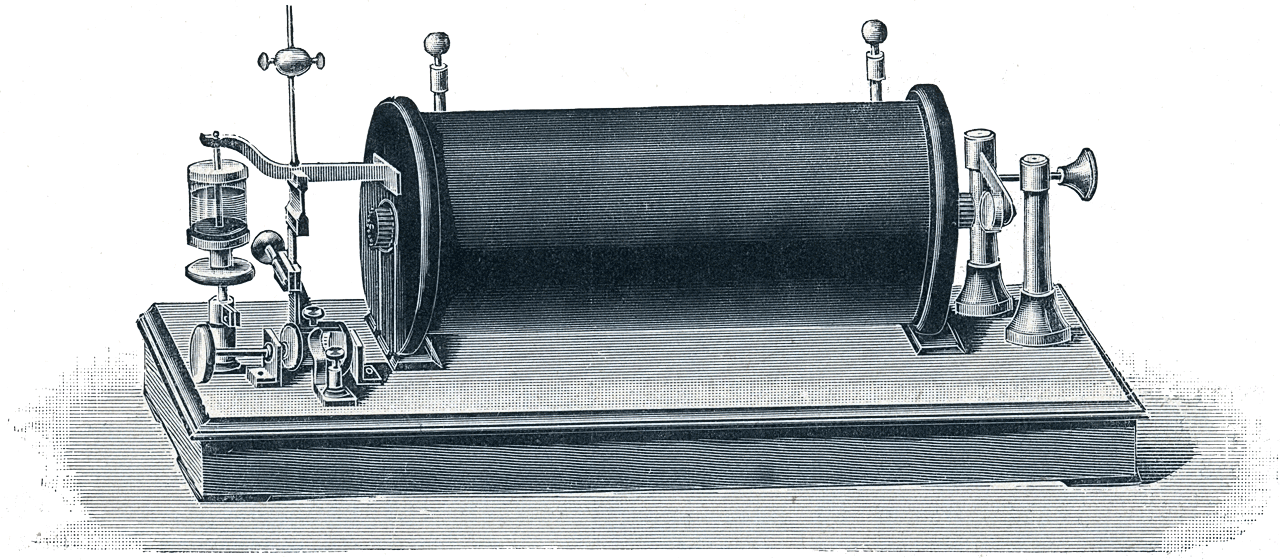
Катушка Румкорфа

Приобрёл известность устройством индукционного аппарата — так называемой катушки или спирали Румкорфа. Первую версию своей индукционной катушки, прототипом которой была индукционная катушка Антуана Массона, запатентовал в 1851 году, и её успех был таков, что в 1858 году ему была присуждена премия Наполеона III в размере 50 тысяч франков, которая выдавалась за наиболее важные открытия в области применения электричества.
Генрих Даниэль Румкорф скончался 20 декабря 1877 года в городе Париже в возрасте семидесяти четырёх лет.